# Lac-Masketsi
Pour l’article homonyme, voir Masketsi.
Lac-Masketsi est un territoire non organisé situé dans la municipalité régionale de comté de Mékinac, dans la région administrative de la Mauricie, au Québec.

## Géographie
La majorité du territoire est occupé par la zec Tawachiche. Le principal plan d'eau du territoire est le Lac Masketsi. La décharge du Lac Masketsi se déverse par le sud-est dans le Petit-Lac-Masketsi, lequel se déverse dans la rivière Tawachiche Ouest.

## Toponymie
Il est nommé d'après le Lac Masketsi qui se trouve à l'intérieur de ses frontières. Ce nom est apparu sur une carte à partir de 1870 par Eugène-Étienne Taché et est d'origine amérindienne signifiant « mocassin ». Le Chemin de fer Canadien National Abitibi longe la rive est de ce lac, pour desservir les hameaux « Gouin » et « Lac-Masketsi » (47°00'06" N; 72°33'33" W) qui avaient chacun leur petite gare.
Une partie du territoire a été annexée en 2004 à la municipalité de Trois-Rives. En janvier 1995, un déraillement ferroviaire entraina le déversement de 230 000 litres d'acide sulphurique dans le fond du Petit lac Masketsi, situé au sud du Lac Masketsi.

## Économie
L'économie de ce territoire non-organisé est surtout axée sur la foresterie et les activités récréo-touristiques. Ce territoire est surtout forestier et comporte beaucoup de zones montagneuses.
Ce territoire est traversé depuis 1909 par le tronçon de chemin de fer du Canadien National qui relie Hervey-Jonction à La Tuque. La gare de Gouin a desservi longtemps les chantiers forestiers et les activités récréo-touristiques.

## Démographie
| 1991 | 1996 | 2001 | 2006 | 2011 | 2016 | 2021 |
| ---- | ---- | ---- | ---- | ---- | ---- | ---- |
| 0    | 4    | 10   | 5    | 0    | 0    | 0    |